# Diocèse de Chalatenango
Le diocèse de Chalatenango (en latin : Dioecesis Chalatenangensis ; en espagnol : Diócesis de Chalatenango) est un diocèse de l'Église catholique du Salvador, suffragant de l'archidiocèse de San Salvador.

## Territoire
Il recouvre le département de Chalatenango sur un territoire d'une superficie de 2 017 km2 divisé en 28 paroisses. L'évêché est dans la ville de Chalatenango où se trouve la cathédrale saint Jean-Baptiste.

## Histoire
Le diocèse est érigé le 30 décembre 1987 par la constitution apostolique Qui perinde du pape Jean-Paul II en prenant une partie du territoire de l'archidiocèse de San Salvador dont Chalatenango devient suffragant.

## Évêques
- Eduardo Alas Alfaro (1987-2007)
- Luis Morao Andreazza, O.F.M (2007-2016)
- Oswaldo Estéfano Escobar Aguilar, O.C.D (2016-  )